# Geolycosa sepulchralis
Geolycosa sepulchralis este o specie de păianjeni din genul Geolycosa, familia Lycosidae. A fost descrisă pentru prima dată de Montgomery în anul 1902. Conform Catalogue of Life specia Geolycosa sepulchralis nu are subspecii cunoscute.